# Eldine Patologia
Eldine Patologia és un Laboratori d'Anatomia Patològica que actualment pertany a les empreses Impat-Diagnòstic SLP i funciona sota el model de Societat Limitada Professional (SLP). Els orígens es troben en el Laboratori Dr. Sirvent, fundat a Tortosa a principis de la  dècada dels vuitanta.
Eldine Patologia sorgeix d'una primera organització societària d'aquest laboratori, l'any 2007. Impat i Inispat van adquirir l'empresa el 2012. La nova propietat va impulsar la construcció d'un laboratori a Tarragona, des d'on s'hi concentra la majoria de l'activitat assistencial. A la vegada, la reforcen amb línies d'investigació pròpies de la patologia oncològica, en grups i unitats d'investigació universitària i de docència, per mitjà de suport tècnic o assessorament acadèmic i científic.

## Cronologia
- 1981 - Joan Josep Sirvent crea el Laboratori Dr. Sirvent, amb seu a Tortosa.
- 2007 - Canvi societari a partir del qual es transforma en Eldine Patologia SL.
- 2008 - Adopta el model de Societat Limitada Professional (SLP).
- 2012 - Impat i Inispat adquireixen la totalitat de les participacions.
- 2014 - S'inaugura un nou laboratori a Tarragona.[4]
- 2016 - S'organitza la jornada científica Jornada Eldine 2016, de caràcter bianual, al Palau de Congressos de Tarragona, dedicada al Virus del Papil·loma Humà (VPH).[5]
- 2018 - Impat adquireix el 100% de les participacions.
- 2018 - II Jornada Eldine. Actualització en Patologia Mamària. Segona jornada de formació en la qual es presenten els avenços en cribratge, diagnòstic, tractament i pautes d'establiment de pronòstic en l'abordatge multidisciplinari de la malaltia.[6]
- 2020 - Es crea la Unitat de Biologia Molecular al laboratori de Tarragona.[7]
- 2021 - Eldine amplia l'activitat i obre un laboratori a Lleida.[8]
- 2022 - III Jornada Eldine. Actualització en Patologia per Infeccions de Transmissió Sexual. Inicialment, la jornada estava programada l'11 de març del 2020 i es va anul·lar a causa de la pandèmia de la Covid 19, malaltia causada pel virus SARS-CoV-2 decretada per l'Organització Mundial de la Salut (OMS).[9][10]
- 2024 - 4a Jornada Eldine. Actualització en Patologia Mamària, on es presenten els avenços en cribatge, diagnòstic, tractament i pautes d'establiment pronòstic. S'organitza a la Seu Vella de Lleida.[11]